# Wilhelm Peets

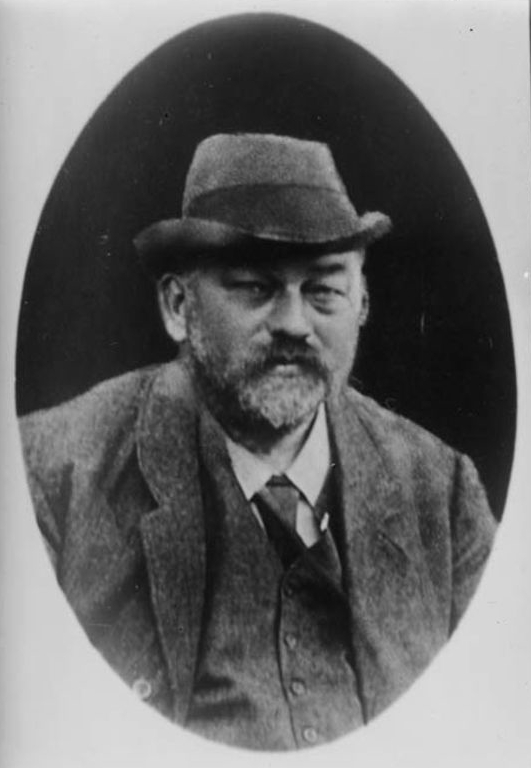
Brustbild „Lehrer Wilh[elm] Peets, Stifter der Peets Sammlung“;
Historisches Fotoarchiv der Naturkunde im Niedersächsischen Landesmuseum Hannover

Wilhelm Peets (geboren am 10. Februar 1861 in Bergen bei Celle; gestorben am 22. Juni 1924 in Hannover) war ein deutscher Lehrer und Insektenkundler.

## Leben
Der Sohn eines Bauern besuchte zunächst die Schule sowie die Präparandenanstalt in Bergen und von 1878 bis 1881 das Schullehrer-Seminar zu Hannover. Nach einer ersten Anstellung ab 1881 in Dörverden war  er ab 1883 in Hannover als Lehrer an der dortigen Bürgerschule 7/8 tätig. oder – ab 1884 mit Wohnsitz in der Tulpenstraße 3 in der hannoverschen Nordstadt – an der Bürgerschule III. Dort wirkt er anschließend mehr als dreißig Jahre.
1889 heiratete er in Hülsen (Dörverden) Sophie Rotermund, die Erbin zweier Höfe. Gemeinsam verpachtete das Ehepaar die beiden Höfe, die sie ansonsten nur als Sommerfrische nutzten. Nach anderer Darstellung verwandelte Peets das dort ungenutzte Land durch die Anlage von Wiesen und Weiden sowie die Anpflanzung von Bäumen, vorzugsweise Eichen. Diese Umnutzungen fanden in der Gegend viele Nachahmer.
Bereits in seinen frühen Jahren als Lehrer wurde Peets Jäger und Sammler von Insekten, vertiefte sich breit gefächert in Insektenkunde und legte „Insektensammlungen aller Ordnungen und Klassen an.“ Von seinen ausgedehnten Reisen nach Norwegen und in die Alpen bis nach Italien brachte er zahlreiche Objekte mit und erwarb zudem durch Kauf und Tausch weiteres Material. Unter den von ihm angelegten Beständen von Insektengruppen sind vor allem Käfer (Koleopteren) und Zweiflügler (Dipteren) zu nennen.

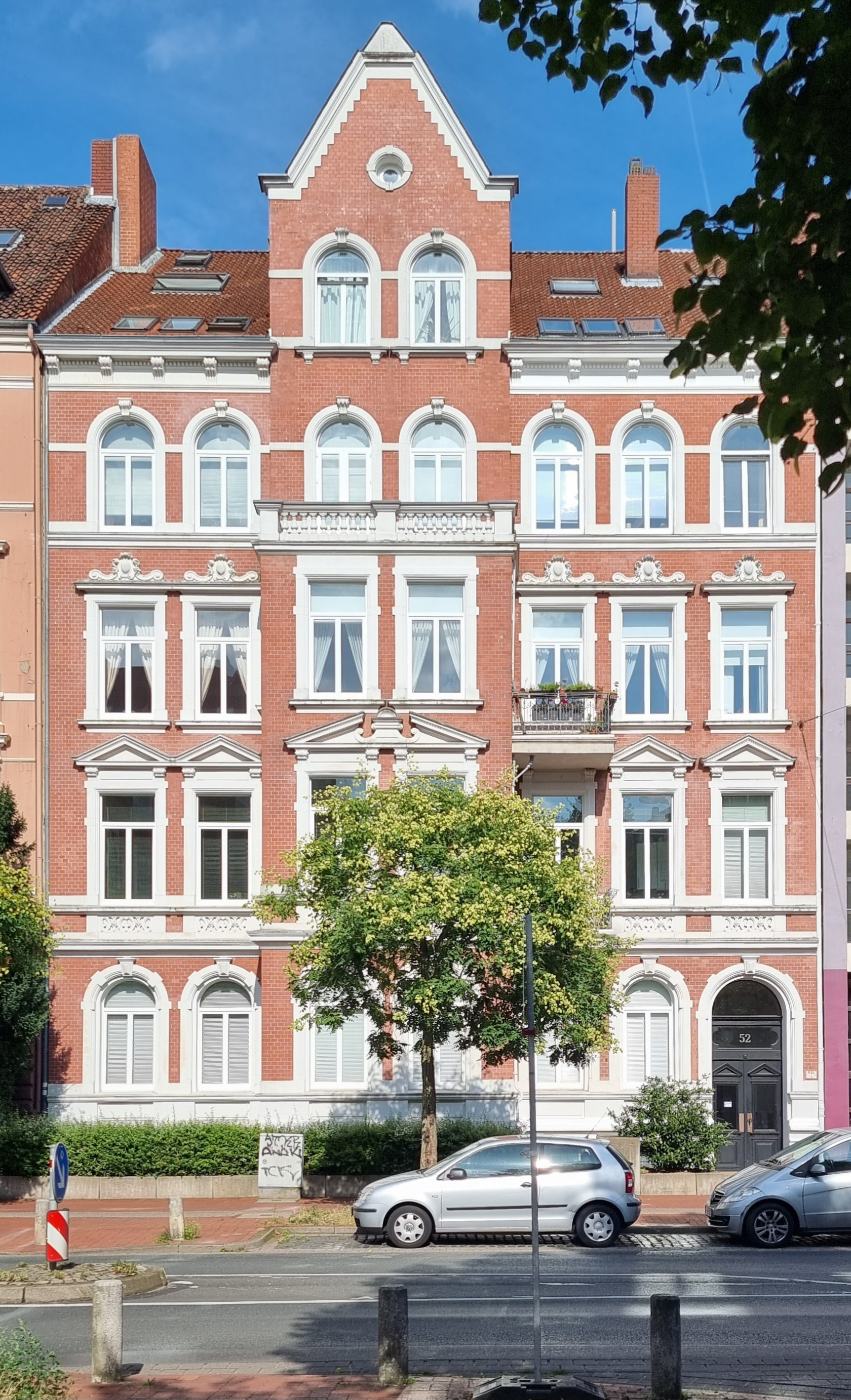
Die 1894 von Peets erworbene Immobilie Bödekerstraße 19 (heute Bödekerstraße 52), wo er bis zu seinem Lebensende wohnte

Nach seinem Eintritt in die Naturhistorische Gesellschaft Hannover wirkte Wilhelm Peets ab 1899 als Mitglied im Vorstand und deren Schriftführer und verfasste jahrzehntelang die Jahresberichte. Darin publizierte er beispielsweise „eine größere lepidokterologische Arbeit“ über Die Großschmetterlinge der Städte Hannover und Hannover-Linden, in der er 745 Arten und 163 Abarten der lokalen Fauna festhielt, darunter zwei neu benannte Abarten: „Das. fascelina v. callunae“ und „lith. lutarella v. nigrogrisea“.
In nur zwei Exemplaren schuf Peets eine Zusammenstellung aller von Georg Wolfgang Franz Panzer herausgegebenen Insektentafeln und -beschreibungen, die Peets nach den neueren Katalogen ordnete und mit der jüngeren Nomenklatura versah. Eins der beiden Exemplare gelangte in die Bibliothek der Naturhistorischen Gesellschaft Hannover, ein anderes verblieb zunächst in Peets Privatbibliothek.
Zeitweilig übernahm Peets für die Naturhistorische Gesellschaft die Verwaltung der Insekten-Abteilung, für die unter Ergänzung durch seine eigenen Bestände eine Mustersammlung zusammenstellte. Zudem ergänzte und stiftete er die Insektensammlung des zoologischen Instituts der Tierärztlichen Hochschule Hannover sowie des Schulmuseums Hannover.
Neben seiner Sammeltätigkeit hielt Peets regelmäßig Vorträge zur Entomologie.
Er war mit dem Heimatdichter Hermann Löns befreundet, der ihn – bis 1911 – auf dem Peets'schen Gut in Hülsen öfter besuchte. Einige von Löns Eindrücken aus Hülsen verarbeitete der Heimatdichter in Erzählungen wie Unter hohen Fuhren und Der Zaunigel.
Als in den Niederungen der Leine und der Aller eine Kriebelmücken-Plage „große Verheerungen“ insbesondere unter dem Weidevieh anrichtete, trat Peets auf Aufforderung der Regierung dem Komitee zur Erforschung der Lebensweise dieser Schädlinge bei. Seine diesbezüglichen Leistungen als Fachentomologe honorierte die Regierung mit der Verleihung des Verdienstkreuzes, während der örtliche Verein für Insektenkunde Peets zum Ehrenvorsitzenden ernannte. Aufgrund seines Erfolge bei der Bekämpfung der Kriebelmücke wurde Peets als Namensgeber zudem die neu entdeckte Spezies Schönbaueria Peetsi gewidmet.
Eine für 1915 geplante Reise nach Kleinasien und Nordafrika zum Sammeln von Insekten wurde durch den Ausbruch des Ersten Weltkrieges verhindert. Sein Wissen vermehrte Peets stattdessen durch den Besuch von Vorlesungen über Zoologie und vergleichende Anatomie des an der Tierärztlichen Hochschule Hannover lehrenden Geheimen Regierungsrates Heinrich Boether.
Nach der Novemberrevolution gegen Ende des Ersten Weltkriegs verabschiedete sich Peets 1919 freiwillig in den Ruhestand, um sich fast ausschließlich der Wissenschaft widmen zu können. Seine umfangreichen Sammlungen stiftete er dem hannoverschen Schulmuseum, die diese in einem besonderen Zimmer als „Wilhelm-Peets-Stiftung“ ausstellte. Diese Sammlung gelangte nach 1949 zumindest in Teilen in den Besitz des Niedersächsischen Landesmuseums Hannover.
Gegen Ende seines Lebens war Wilhelm Peets durch „eine heimtückische Krankheit“ ans Haus gefesselt. Er starb Mitte 1924 – zuletzt gemeldet im Haus Bödekerstraße 19 in Hannover im Alter von 63 Jahren.

## Schriften (Auswahl)
- Die Großschmetterlinge der Umgegend der Städte Hannover und Linden. Ein Beitrag zur Erforschung der heimischen Tierwelt. In: Jahresberichte der Naturhistorischen Gesellschaft zu Hannover. Band 55–57, 1904–1907, S. 181–289 (zobodat.at [PDF]).